# Anomis gundlachi
Anomis gundlachi là một loài bướm đêm trong họ Erebidae.